# Myotis csorbai
Myotis csorbai (Topál, 1997) è un pipistrello della famiglia dei Vespertilionidi endemico del Nepal.

## Descrizione

### Dimensioni
Pipistrello di piccole dimensioni, con la lunghezza della testa e del corpo di 41 mm, la lunghezza dell'avambraccio tra 34,8 e 37,5 mm, la lunghezza della coda di 33 mm, la lunghezza del piede tra 14,8 e 15,8 mm, la lunghezza delle orecchie di 15 mm.

### Aspetto
La pelliccia è densa, soffice e lanosa. Le parti dorsali sono marroni scure, mentre le parti ventrali sono più chiare e grigiastre. Il muso è ricoperto densamente di peli. Le orecchie sono relativamente piccole, nero-brunastre, ben separate tra loro, con il bordo anteriore convesso e l'estremità appuntita. I piedi sono grandi. La coda è lunga ed inclusa completamente nell'ampio uropatagio.

## Biologia

### Comportamento
Si rifugia all'interno delle grotte.

### Alimentazione
Si nutre di insetti.

## Distribuzione e habitat
Questa specie è conosciuta soltanto nelle grotte di Kailash e probabilmente anche vicino a Pokhara, nel Nepal centrale.
Vive nelle foreste secondarie sub-tropicali.

## Conservazione
La IUCN Red List, considerata la mancanza di informazioni recenti sull'areale, i requisiti ecologici, le minacce e lo stato di conservazione, classifica M.csorbai come specie con dati insufficienti (DD).